# Томашпільська волость
Томашпільська волость — історична адміністративно-територіальна одиниця Ямпільського повіту Подільської губернії з центром у містечку Томашпіль.
Станом на 1885 рік складалася з 27 поселень, 18 сільських громад. Населення — 16 839 осіб (8452 чоловічої статі та 8387 — жіночої), 1918 дворових господарств.
|                     | Площа, десятин | У тому числі орної, дес. |
| ------------------- | -------------- | ------------------------ |
| Сільських громад    | 13134          | 8913                     |
| Приватної власності | 10760          | 6785                     |
| Іншої власності     | 1206           | 720                      |
| Загалом             | 25100          | 16418                    |

Основні поселення волості:
- Томашпіль — колишнє власницьке містечко за 40 верст від повітового міста, 1298 осіб, 184 дворових господарства, 2 православні церкви, костел, синагога, 3 єврейських молитовних будинки, 10 постоялих дворів, 9 постоялих будинків, винокурний завод, 27 лавок, водяний млин, винокурний і бурякоцукровий заводи, базари по п'ятницях. За 2½ версти — цегельний завод. За 16 верст — залізнична станція Юрківка . За 16 верст — винокурний завод.
- Олександрівка — колишнє власницьке село при річці Головорусава, 664 особи, 96 дворових господарств, православна церква, школа, постоялий будинок.
- Велика Русава — колишнє власницьке село при річці Русава, 740 осіб, 110 дворових господарств, православна церква, постоялий будинок, 2 водяних млини.
- Головорусава — колишнє власницьке село при річці Головорусава (Кам'янка), 740 осіб, 110 дворових господарств, православна церква, постоялий будинок.
- Гнатківка — колишнє власницьке село, 1520 осіб, 213 дворових господарств, православна церква, школа, постоялий будинок.
- Мала Русава — колишнє власницьке село при річці Русава, 400 осіб, 57 дворових господарств, православна церква, постоялий будинок, водяний млин.
- Ракова — колишнє власницьке село при річці Томашпілька, 920 осіб, 131 дворове господарство, постоялий будинок, водяний млин.
- Томашпільська Пеньківка — колишнє власницьке село при річці Русава, 843 особи, 147 дворових господарств, православна церква, постоялий будинок, водяний млин.
- Томашпільські Вила — колишнє власницьке село при річках Томашпілька й Русава, 1270 осіб, 231 дворове господарство, православна церква, школа, 2 постоялих будинки, водяний млин.
- Юрківка — колишнє власницьке село, 1297 осіб, 245 дворових господарств, православна церква, школа, постоялий будинок.
- Яришівка

Старшинами волості були:
- 1904 року — Василь Іванович Уласишин[2];